# Get Sleazy Tour
Il Get Sleazy Tour è stato il primo tour musicale della cantante statunitense Kesha, a supporto dell'album in studio di debutto Animal (2010) e del successivo EP Cannibal (2010).
Con il tour, Kesha ha visitato Nord e Sud America, Australia ed Europa. Erano previste anche delle tappe in Asia, ma a causa del maremoto che ha colpito il Giappone esse sono state eliminate. Il tour è iniziato il 15 febbraio 2011 a Portland, nell'Oregon, e si è concluso definitivamente il 29 settembre dello stesso anno a Rio de Janeiro, in Brasile. Il tour ha ricevuto perlopiù critiche positive, specialmente per la voce della cantante, anche se in alcune canzoni diversi critici sostengono che abbia abusato dell'utilizzo dell'Auto-Tune. La presenza scenografica di Kesha è stata particolarmente elogiata, al contrario, alcuni dei suoi ospiti, come Beardo, sono stati descritti come bizzarri e ridicoli.

## Apri concerto
In alcune tappe del Get Sleazy Tour Kesha è stata affiancata da alcuni cantanti come apri concerto.
- Beardo (Nord America — Leg 1,3)[1]
- 3OH!3 (Rochester, New York)[2]
- Natalia Kills (Regno Unito)[3]
- LMFAO (Regno Unito, America Del Nord — Leg 3)[4]
- Spank Rock (Nord America — Leg 3)[4]

## Scaletta
Rock in Rio
1. We R Who We R
2. Take It Off
3. (Fuck Him) Is a DJ
4. Blow
5. Blah Blah Blah
6. Party At a Rich Dude's House
7. Backstabber
8. Cannibal
9. Animal
10. Your Love Is My Drug
11. Dinosaur
12. Tik Tok

Altre Date
1. Sleazy
2. Take It Off
3. (Fuck Him) Is a DJKesha durante l'esecuzione di Dirty Picture a Toronto
4. Dirty Picture
5. Blow
6. Blah Blah Blah
7. Party At a Rich Dude's House
8. Backstabber
9. Cannibal
10. The Harold Song
11. c u next Tuesday
12. Animal
13. Dinosaur
14. Grow a Pear
15. Your Love Is My Drug
16. Tik Tok
17. We R Who We R

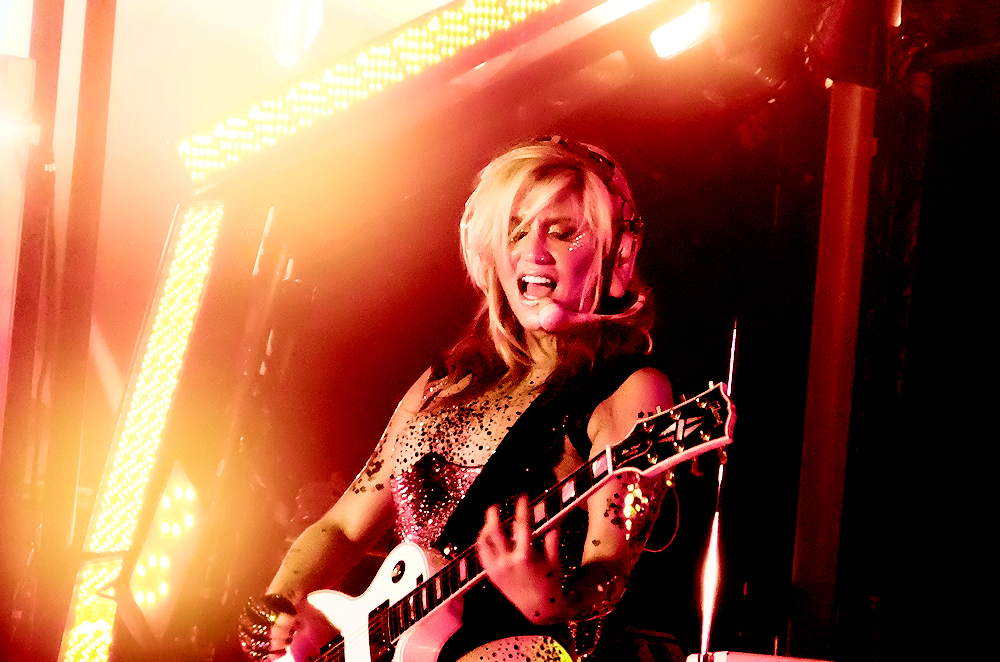
Kesha durante l'esecuzione di Dirty Picture a Toronto

18. (You Gotta) Fight for Your Right (To Party!) (cover dei Beastie Boys)

## Date del tour
| Nord America      |                  |             |                                 |
| 15 febbraio 2011  | Portland         | Stati Uniti | McMenamins Crystal Ballroom     |
| 16 febbraio 2011  | Seattle          | Stati Uniti | Showbox SoDo                    |
| 18 febbraio 2011  | Salt Lake City   | Stati Uniti | The Great Saltair               |
| 19 febbraio 2011  | Denver           | Stati Uniti | Fillmore Auditorium             |
| 20 febbraio 2011  | Kansas City      | Stati Uniti | Uptown Theater                  |
| 22 febbraio 2011  | St. Louis        | Stati Uniti | Pageant Nightclub               |
| 24 febbraio 2011  | Chicago          | Stati Uniti | House of Blues                  |
| 25 febbraio 2011  | Mount Pleasant   | Stati Uniti | McGuirk Arena                   |
| 26 febbraio 2011  | Detroit          | Stati Uniti | The Fillmore Detroit            |
| Australia         |                  |             |                                 |
| 3 marzo 2011      | Brisbane         | Australia   | Brisbane River Stage            |
| 5 marzo 2011      | Brisbane         | Australia   | Racecourse                      |
| 6 marzo 2011      | Joondalup        | Australia   | Arena Joondalup                 |
| 7 marzo 2011      | Perth            | Australia   | Challenge Stadium               |
| 9 marzo 2011      | Melbourne        | Australia   | Festival Hall                   |
| 10 marzo 2011     | Sydney           | Australia   | Hordern Pavilion                |
| 12 marzo 2011     | Sydney           | Australia   | Randwick Racecourse             |
| 13 marzo 2011     | Melbourne        | Australia   | Flemington Racecourse           |
| 14 marzo 2011     | Adelaide         | Australia   | Rymill Park                     |
| 16 marzo 2011     | Adelaide         | Australia   | Adelaide Entertainment Centre   |
| Nord America      |                  |             |                                 |
| 3 aprile 2011     | Rochester        | Stati Uniti | Kuhl Gymnasium                  |
| 5 aprile 2011     | Dayton           | Stati Uniti | Nutter Center                   |
| 6 aprile 2011     | Toronto          | Canada      | Kool Haus                       |
| 12 aprile 2011    | Boston           | Stati Uniti | House of Blues                  |
| 13 aprile 2011    | New York         | Stati Uniti | Roseland Ballroom               |
| 15 aprile 2011    | Williamsport     | Stati Uniti | LC Recreation Center            |
| 16 aprile 2011    | Pittsburgh       | Stati Uniti | Tippin Gym                      |
| 19 aprile 2011    | Charlotte        | Stati Uniti | The Fillmore Charlotte          |
| 20 aprile 2011    | Atlanta          | Stati Uniti | The Tabernacle                  |
| 22 aprile 2011    | Orlando          | Stati Uniti | House of Blues                  |
| 23 aprile 2011    | Orlando          | Stati Uniti | House of Blues                  |
| 26 aprile 2011    | Dallas           | Stati Uniti | House of Blues                  |
| 29 aprile 2011    | Houston          | Stati Uniti | Verizon Wireless Theater        |
| 30 aprile 2011    | Memphis          | Stati Uniti | Tom Lee Park                    |
| 3 maggio 2011     | Reno             | Stati Uniti | Grand Theatre                   |
| 4 maggio 2011     | San Francisco    | Stati Uniti | Warfield Theatre                |
| 6 maggio 2011     | Los Angeles      | Stati Uniti | Hollywood Palladium             |
| 7 maggio 2011     | Las Vegas        | Stati Uniti | Pearl Concert Theater           |
| 13 maggio 2011    | Chula Vista      | Stati Uniti | Cricket Wireless Amphitheatre   |
| 14 maggio 2011    | Los Angeles      | Stati Uniti | Staples Center                  |
| 15 maggio 2011    | Sacramento       | Stati Uniti | Raley Field                     |
| Europa            |                  |             |                                 |
| 23 giugno 2011    | Pilton           | Regno Unito | Worthy Farm                     |
| 24 giugno 2011    | Pilton           | Regno Unito | Worthy Farm                     |
| 25 giugno 2011    | Budapest         | Ungheria    | Piazza Felvonulási              |
| 28 giugno 2011    | Dublino          | Irlanda     | The O2                          |
| 29 giugno 2011    | Belfast          | Regno Unito | Odyssey Arena                   |
| 1º luglio 2011    | Werchter         | Belgio      | Werchter Festival Grounds       |
| 3 luglio 2011     | Birmingham       | Regno Unito | O2 Academy Birmingham           |
| 5 luglio 2011     | Oslo             | Norvegia    | Sentrum Scene                   |
| 6 luglio 2011     | Karlskoga        | Svezia      | Putte I Parken Festival Grounds |
| 9 luglio 2011     | Kinross          | Regno Unito | Balado                          |
| 11 luglio 2011    | Manchester       | Regno Unito | Manchester Apollo               |
| 13 luglio 2011    | Londra           | Regno Unito | Hammersmith Apollo              |
| Nord America      |                  |             |                                 |
| 24 luglio 2011    | Tulsa            | Stati Uniti | Brady Theater                   |
| 26 luglio 2011    | Harrington       | Stati Uniti | Wilmington Trust Grandstand     |
| 28 luglio 2011    | Columbus         | Stati Uniti | Celeste Center                  |
| 30 luglio 2011    | Atlanta          | Stati Uniti | Arena at Gwinnett Center        |
| 31 luglio 2011    | Nashville        | Stati Uniti | Nashville Municipal Auditorium  |
| 2 agosto 2011     | Houston          | Stati Uniti | Cynthia Woods Mitchell Pavilion |
| 3 agosto 2011     | Austin           | Stati Uniti | Cedar Park Center               |
| 4 agosto 2011     | Dallas           | Stati Uniti | Gexa Energy Pavilion            |
| 7 agosto 2011     | Miami            | Stati Uniti | Bayfront Park Amphitheater      |
| 9 agosto 2011     | Raleigh          | Stati Uniti | Raleigh Amphitheater            |
| 10 agosto 2011    | Charlotte        | Stati Uniti | TWC Uptown Amphitheatre         |
| 12 agosto 2011    | Uncasville       | Stati Uniti | Mohegan Sun Arena               |
| 13 agosto 2011    | Saint-Jean       | Canada      | Parc Pierre-Trahan              |
| 14 agosto 2011    | Toronto          | Canada      | Molson Amphitheatre             |
| 16 agosto 2011    | Boston           | Stati Uniti | Bank of America Pavilion        |
| 17 agosto 2011    | Filadelfia       | Stati Uniti | Festival Pier at Penn's Landing |
| 19 agosto 2011    | Holmdel Township | Stati Uniti | PNC Bank Arts Center            |
| 20 agosto 2011    | Wantagh          | Stati Uniti | Nikon at Jones Beach Theater    |
| 21 agosto 2011    | Fairfax          | Stati Uniti | Patriot Center                  |
| 23 agosto 2011    | Indianapolis     | Stati Uniti | White River State Park          |
| 24 agosto 2011    | Chicago          | Stati Uniti | Charter One Pavilion            |
| 26 agosto 2011    | Clarkston        | Stati Uniti | DTE Energy Music Theatre        |
| 30 agosto 2011    | Saint Paul       | Stati Uniti | Roy Wilkins Auditorium          |
| 31 agosto 2011    | Council Bluffs   | Stati Uniti | Mid-America Center              |
| 2 settembre 2011  | Kansas City      | Stati Uniti | Starlight Theatre               |
| 3 settembre 2011  | Broomfield       | Stati Uniti | 1stBank Center                  |
| 6 settembre 2011  | Calgary          | Canada      | Scotiabank Saddledome           |
| 7 settembre 2011  | Edmonton         | Canada      | Rexall Place                    |
| 9 settembre 2011  | Vancouver        | Canada      | Rogers Arena                    |
| 10 settembre 2011 | Seattle          | Stati Uniti | WaMu Theatre                    |
| 11 settembre 2011 | Portland         | Stati Uniti | Theater of the Clouds           |
| 13 settembre 2011 | Davis            | Stati Uniti | The Pavilion                    |
| 14 settembre 2011 | Oakland          | Stati Uniti | Fox Oakland Theatre             |
| 16 settembre 2011 | Las Vegas        | Stati Uniti | Planet Hollywood Theater        |
| 18 settembre 2011 | San Diego        | Stati Uniti | SDSU Open Air Theatre           |
| 20 settembre 2011 | Phoenix          | Stati Uniti | Comerica Theatre                |
| Sud America       |                  |             |                                 |
| 28 settembre 2011 | San Paolo        | Brasile     | Via Funchal                     |
| 29 settembre 2011 | Rio de Janeiro   | Brasile     | Parque Olímpico Cidade do Rock  |

Concerti rimandati e cancellati
| 22 marzo 2011     | Nagoya, Giappone           | Zepp Nagoya                  | Cancellato                                             |
| 23 marzo 2011     | Osaka, Giappone            | Namba Hatch                  | Cancellato                                             |
| 25 marzo 2011     | Tokyo, Giappone            | Studio Coast                 | Cancellato                                             |
| 26 marzo 2011     | Tokyo, Giappone            | Zepp Tokyo                   | Cancellato                                             |
| 29 marzo 2011     | Seul, Corea del Sud        | Melon AX Hall                | Cancellato                                             |
| 25 aprile 2011    | Tulsa, Stati Uniti         | Brady Theater                | Ri-programmato per il 24 luglio 2011                   |
| 14 settembre 2011 | San Francisco, Stati Uniti | Bill Graham Civic Auditorium | Spostato al Fox Oakland Theatre di Oakland, California |

## Incassi
| Luogo dell'evento        | Città      | Posti a sedere         | Totale     |
| ------------------------ | ---------- | ---------------------- | ---------- |
| Hordern Pavilion         | Sydney     | 5,120 / 5,120 (100%)   | $378,144   |
| Nutter Center            | Fairborn   | 5,077 / 5,141 (99%)    | $109,804   |
| Cedar Park Center        | Cedar Park | 4,472 / 4,708 (95%)    | $202,813   |
| Patriot Center           | Fairfax    | 5,484 / 6,909 (79%)    | $270,774   |
| DTE Energy Music Theatre | Clarkston  | 13,495 / 13,495 (100%) | $282,368   |
| Rexall Place             | Edmonton   | 7,824 / 9,019 (87%)    | $334,511   |
| Theater of the Clouds    | Portland   | 4,391 / 7,784 (56%)    | $209,725   |
| Fox Oakland Theatre      | Oakland    | 2,472 / 2,800 (88%)    | $122,477   |
| Via Funchal              | São Paulo  | 1,752 / 2,700 (65%)    | $148,715   |
| TOTALE                   | TOTALE     | 50,087 / 57,676 (87%)  | $2,059,331 |